# Badger Mountain Centennial Preserve

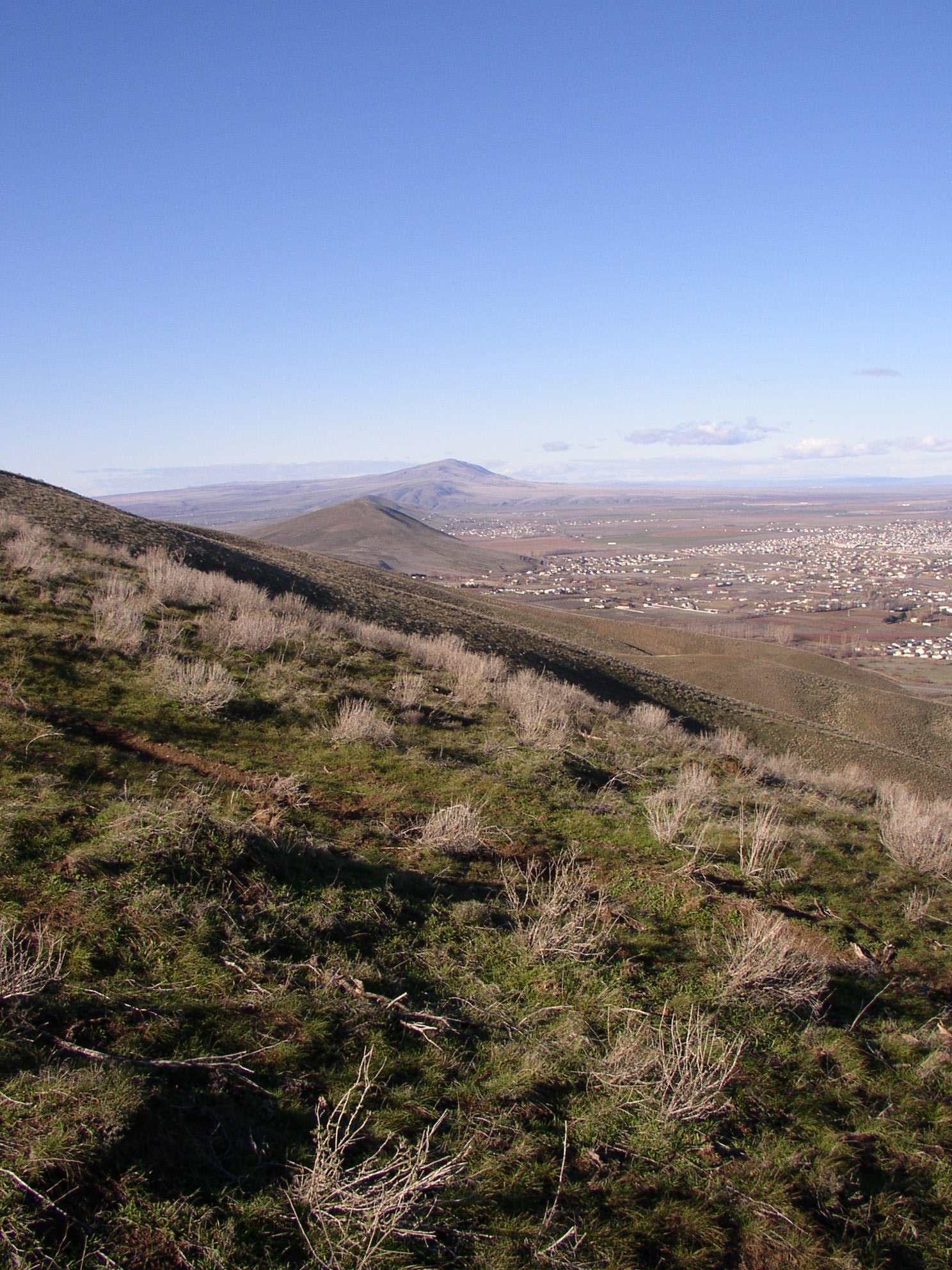
Blick vom Badger Mountain Centennial Preserve mit dem Red Mountain der Bildmitte und dem Rattlesnake Mountain dahinter

Das Badger Mountain Centennial Preserve schützt den Badger Mountain an der Grenze von Richland im US-Bundesstaat Washington. Es bietet Ausblick auf die Tri-Cities wie auch auf den Columbia River und den Yakima River. Es gibt Wege zum Wandern. Kraftfahrzeuge sind nicht erlaubt.
Eine gemeinnützige Organisation, die Friends of Badger Mountain, arbeitete an der Unterschutzstellung dieses Strauchsteppen-Gebietes, dessen größter Teil der Vegetation intakt ist und richtete später einen Wanderweg zum Gipfel ein. Der 1,2 mi (1,9 km) lange Weg steigt über 984 ft (300 m) vom Zugangspunkt in Richland bis zum Gipfel auf.

## Erweiterung
Die Friends of Badger Mountain arbeiten seit Mai 2018, um mit Hilfe von 1,5 Mio. USD an Spenden 205 Acres (83 ha) Landes rund um den Candy Mountain zu erwerben, um das Schutzgebiet zu erweitern und neue Wege bis zu diesem Berg zu schaffen. Dies wird als nächster Schritt auf dem Ziel zu einem 20 mi (32 km) langen Wanderweg betrachtet, der den Little Badger Mountain, den Badger Mountain, den Candy Mountain und den Red Mountain miteinander verbindet.